# Le Diable aux Corsets
Le Diable aux Corsets est un groupe de folk progressif canadien, originaire de Casselman, en Ontario. Formé en 2006, le groupe est reconnu pour sa musique alliant le folklore canadien-français, le rock progressif et la musique de film ainsi que par ses performances costumées et théâtrales où les nains de jardins et le conte parlé ont une place importante. Le groupe est souvent considéré comme un des représentants du renouveau folklorique au Canada par ses nombreuses apparitions à la radio nationale ainsi que par ses multiples distinctions,.
Son premier album concept, intitulé Dans le labyrinthe, est sorti le 16 septembre 2010 à la nouvelle-scène d’Ottawa,,.

## Biographie

### Formation et débuts
Le groupe est formé en décembre 2006 de la rencontre de Mélissa Racine et Tommy-Dave Harrisson alors étudiants au collège Lionel-Groulx de Sainte-Thérèse en musique.
Mélissa Racine, qui faisait déjà des spectacles depuis longtemps dans le milieu de la musique traditionnelle, reçoit l’opportunité de présenter un spectacle avec son groupe dans le cadre de la journée internationale de la femme. Il s’ensuit la formation du groupe avec Tommy-Dave Harrisson et deux autres musiciennes des environs. Le répertoire de base était presque uniquement traditionnel. Il est par contre établi dès le départ que le groupe se dirigerait vers la composition originale.
Le Diable aux Corsets est dérivé de l’expression « avoir le diable au corps », signifiant avoir beaucoup d’entrain, être possédé par le diable. Le jeu de mots se fait naturellement car le groupe est composé de trois femmes et d’un homme, ce dernier personnifiant le diable.
Le Diable aux Corsets commence sa carrière sur scène en 2007 avec une poignée de compositions et obtient aussitôt un très bon succès. Il lui est fréquemment demandé de faire des entrevues radio, notamment à Radio-Canada, ainsi que plusieurs performances dans la région de l’est ontarien. C’est à cette époque que le groupe fait ses premières percées scéniques en première partie du groupe Mes Aïeux et d’Yves Lambert (de La Bottine souriante) pour la St-Jean-Baptiste.
Le groupe est par la suite lauréat du concours La Brunante 2008 de Sudbury. La première place, comprenant des heures d’enregistrement dans un studio, donne l’envie au groupe de réaliser un premier album. Faute de moyens et de connaissances, le projet resta en suspens pour quelque temps. Le groupe se concentre à faire des spectacles et à composer de nouvelles chansons. Les planches et l’expérience continuèrent de défiler sous leurs pieds, si bien que le groupe se retrouve nommé dans la catégorie « meilleur groupe » au gala Trille or 2009 et prêt à produire son premier album.

### Dans le labyrinthe
La pré-production de leur premier album commence en mars 2009, et aboutit au lancement officiel le 16 septembre 2010 à la nouvelle-scène d’Ottawa. Dans le Labyrinthe est un recueil de 11 contes fantastiques mis en images par une musique qui s'inspire du folklore, de la musique de film et du rock progressif. Les thèmes abordés sont les créatures fantastiques et diverses situations les entourant. La pochette est constituée de 28 pages d’illustrations fait sur du papier 100 % recyclé, et est entièrement assemblée à la main. Peu après le lancement, le groupe met en ligne une vidéo sur l'assemblage de leur pochette. L’album est reconnu pour redonner une raison d’être au format physique de la musique et est nommé au Gala Trille or 2011.
Une maquette de l’album en version intégrale est enregistrée au studio personnel de Tommy-Dave Harrisson en 2009. L’album est enregistré et mixé au studio Life is Good Sound par Guillaume Proulx en 2010. Le groupe met en ligne une vidéo pendant leur période d'enregistrement. La pochette et le site internet furent conçus à l’agence Pixel Substance par Elie Miron et son équipe. Le mastering est effectué par Denis Paquette aux productions Méloman. L’impression de la pochette et l’assemblage à la main par le groupe est réalisé à l’imprimerie les quatre points.
Il s’ensuit plusieurs entrevues dans les journaux, télévision et radio à travers le pays et plusieurs représentations en Ontario, au Québec, au Nouveau-Brunswick, et au Manitoba. La chanson Le Labyrinthe, premier extrait de l’album, qui connait un bon succès dans les radios francophones canadiennes, est classée premier au top 10 2010 de Can-Rock. Le groupe est nommé cinq fois au gala Trille Or 2011 et remporté le prix du meilleur site web. Les prix du groupe inclut « meilleur site web » (gagnant), « meilleur pochette », « meilleur spectacle », « meilleur groupe », et « découverte ». Un spectacle en soutien à l'album est présenté sous forme théâtrale où l’auditeur se retrouve dans Le Labyrinthe et se fait raconter des contes fantastiques. Costumes, décors, contes parlés et nains de jardins y ont une place très importante.

## Style musical
Le processus de composition (musique, arrangements et textes) est conduit par Mélissa Racine et Tommy-Dave Harrisson. Les arrangements sont élaborés dans le but de mettre en valeur l’aspect visuel du texte. Un bon nombre de techniques très moderne (mélodie de timbre, musique atonale, harmonie quartal, dodécaphonisme, tonalité élargie, glissements chromatiques, harmonie modale, etc) sont utilisés pour créer un contraste avec l’instrumentation traditionnelle qui est plus souvent accompagné de techniques conventionnelles.
Les thèmes utilisés sont les créatures fantastiques tirés du folklore. Le dénouement des histoires est souvent vague et indéfini, laissant ainsi à l’auditeur un choix d’interprétation personnel. Parmi les influences du groupe sont: Danny Elfman, Hans Zimmer, Dream Theater, Steve Vai, Frank Zappa, Stravinsky et Yann Tiersen. La musique du Diable aux Corsets est reconnue comme étant du folklore-progressif puisqu’elle est un amalgame de folklore, de musique de film et de rock progressif.

## Membres

### Membres actuels
- Mélissa Racine - voix principale, piano
- Tommy-Dave Harrisson - chant, guitare, podorythmie
- Nathalie Tremblay - chant, saxophone baryton
- Émilie Livernois-DesRoches - chant, violon

### Anciens membres
- Amanda Ranger - chant, violon (2006-2007)
- Émilie Aubut - chant, violon (2007-2008)
- Anik Paquet - chant, violon (2008-2009)
- Christelle Racine - chant, saxophone baryton (2006-2008)

## Prix et nominations
| Année | Événement      | Catégories |
| ----- | -------------- | --- |
| 2008  | La Brunante    | Gagnant du concours La Brunante |
| 2009  | Gala Trille or | Nomination Meilleur groupe |
| 2011  | Gala Trille or | - Gagnant Meilleur site web - Nomination Meilleure pochette - Nomination Meilleur spectacle - Nomination Meilleur groupe - Nomination Artiste découverte |